# Phlegra thibetana
Phlegra thibetana là một loài nhện trong họ Salticidae.
Loài này thuộc chi Phlegra. Phlegra thibetana được Eugène Simon miêu tả năm 1901.